# Gondosuli (Tawangmangu)
Gondosuli is een bestuurslaag in het regentschap Karanganyar van de provincie Midden-Java, Indonesië. Gondosuli telt 3142 inwoners (volkstelling 2010).